# Xã Summit, Quận Clay, Iowa
Xã Summit (tiếng Anh: Summit Township) là một xã thuộc quận Clay, tiểu bang Iowa, Hoa Kỳ. Năm 2010, dân số của xã này là 494 người.